# Red holstein
 (octobre 2021).
Si vous disposez d'ouvrages ou d'articles de référence ou si vous connaissez des sites web de qualité traitant du thème abordé ici, merci de compléter l'article en donnant les références utiles à sa vérifiabilité et en les liant à la section « Notes et références ».
La red holstein est une race bovine européenne.

## Histoire
C'est une sélection récente chez la holstein de la variante pie rouge de la robe effectuée de manière concomitante sur les populations européennes et d'Amérique du Nord.

En cela, elle diffère de la pie rouge des plaines ou de la MRY dont l'origine provient de la famille des races pie rouges génétiquement séparées de la holstein depuis trois siècles.

Cette race est présente en France et l'OGER (le centre d'insémination français) reconnait cette race car il y a des doses de taureaux disponibles en vente. Elle est donc considérée comme Prim'Holstein à robe rouge.

## Morphologie

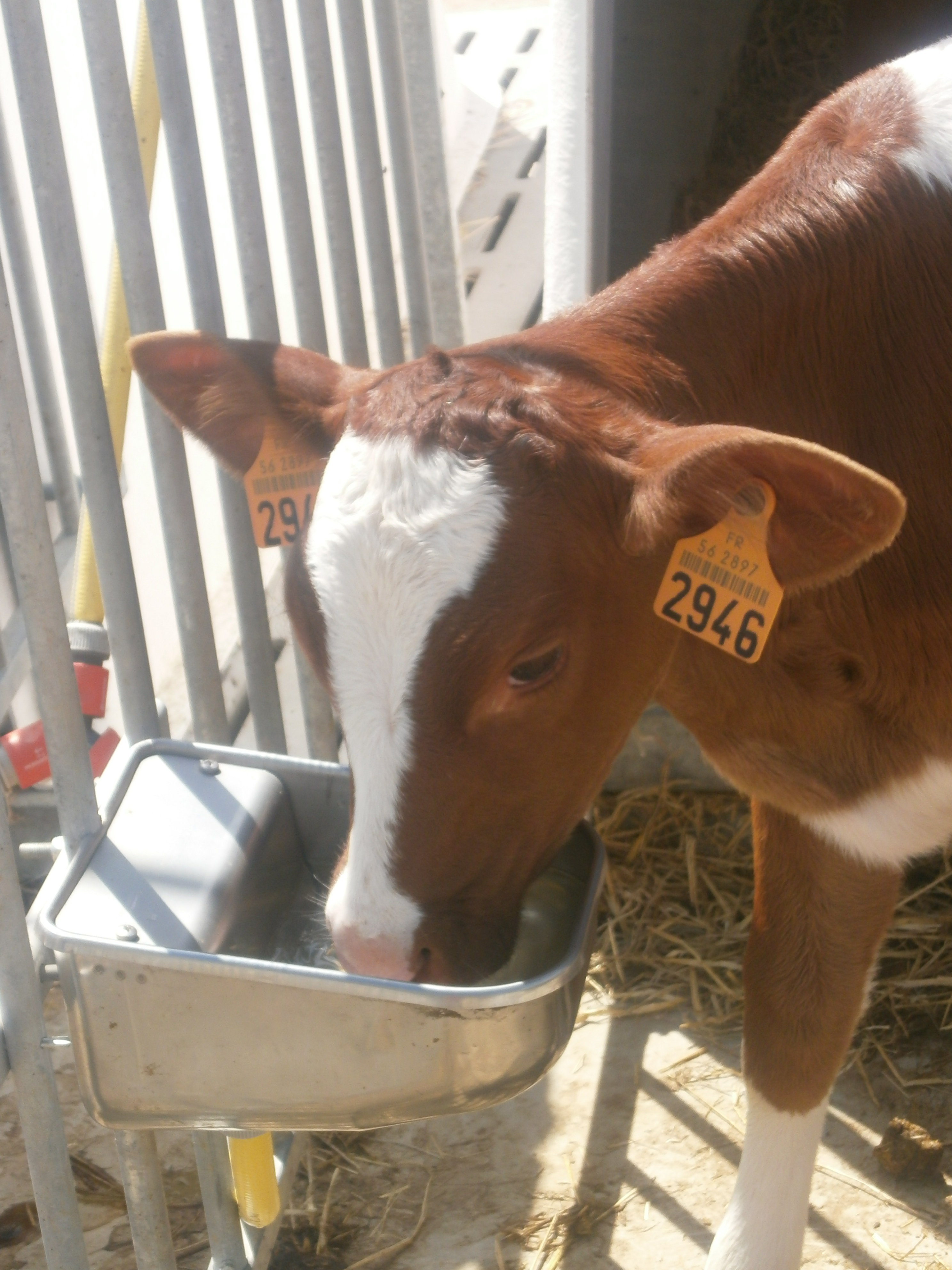
Tête d'un veau Red Holstein.

Elle porte une robe pie rouge et ses muqueuses sont claires. C'est une race de grande taille. Elle a la même morphologie que sa proche parente : anguleuse, mamelles volumineuses aptes à la traite mécanique, bassin propre à une bonne facilité de vêlage.

## Production
Elle est à vocation laitière.
Cette couleur apparaît spontanément chez quelques rares individus. Or, la sélection d'un critère esthétique sur une population hautement sélectionnée entraine immédiatement une régression de la production; elle est donc moins performante que la Prim'Holstein, tout en ayant un rendement élevé. Moins productive que la holstein, sa carcasse est aussi moins bien conformée que celle de la pie rouge des plaines. Ainsi, elle n'est ni la plus intensive, ni mixte.
Outre son intérêt esthétique qui la fait remarquer dans un troupeau de pie noire, elle permet d'améliorer la productivité de races pie rouge sans en modifier fondamentalement la couleur. Ainsi, les éleveurs suisses de la race simmental ont-ils eu recours à cette méthode, comme les éleveurs français de pie rouge des plaines.